# Montserrat Alcoverro
Montserrat Alcoverro, all'anagrafe Montserrat Alcoverro i Marco (L'Hospitalet de Llobregat, 22 agosto 1959), è un'attrice spagnola, nota per aver interpretato il ruolo di Úrsula Dicenta nella soap Una vita (Acacias 38).

## Biografia
Montserrat Alcoverro è nata il 22 agosto 1959 a L'Hospitalet de Llobregat, in provincia di Barcellona (Spagna), e oltre alla recitazione si occupa anche di teatro.

## Carriera
Montserrat Alcoverro è membro dell'associazione degli attori e direttori professionisti della Catalogna, dell'unione degli attori e delle attrici di Madrid, dell'associazione CIMA delle creatrici scenografiche, dell'accademia del cinema catalano e dell'accademia delle arti e delle scienze cinematografiche della Spagna.
Dal 2005 al 2009 è entrata a far parte del cast della serie El cor de la ciutat, nel ruolo di Maise Sendra. Dal 2015 al 2019 è stata scelta da TVE per interpretare il ruolo dell'antagonista Úrsula Dicenta nella soap opera in onda su La 1 Una vita (Acacias 38) e dove ha recitato insieme ad attori come Sara Miquel, Roger Berruezo, Sheyla Fariña, Marc Parejo, Inés Aldea, Carlos Serrano-Clark, Alba Brunet, Elena González, Rubén de Eguia, Juan Gareda, Dani Tatay, Alba Gutiérrez, Clara Garrido, Trisha Fernández e Aleix Melé.
Nel maggio 2018 ha ricevuto il premio Napoli Cultural Classic e il premio XVIII Gran Premio Corallo "Città di Alghero" per il ruolo di Úrsula Dicenta nella soap opera Una vita (Acacias 38). Nel luglio 2019 è stata nominata Madrina d'onore nel XIX Gran Premio Corallo "Città di Alghero".

## Filmografia

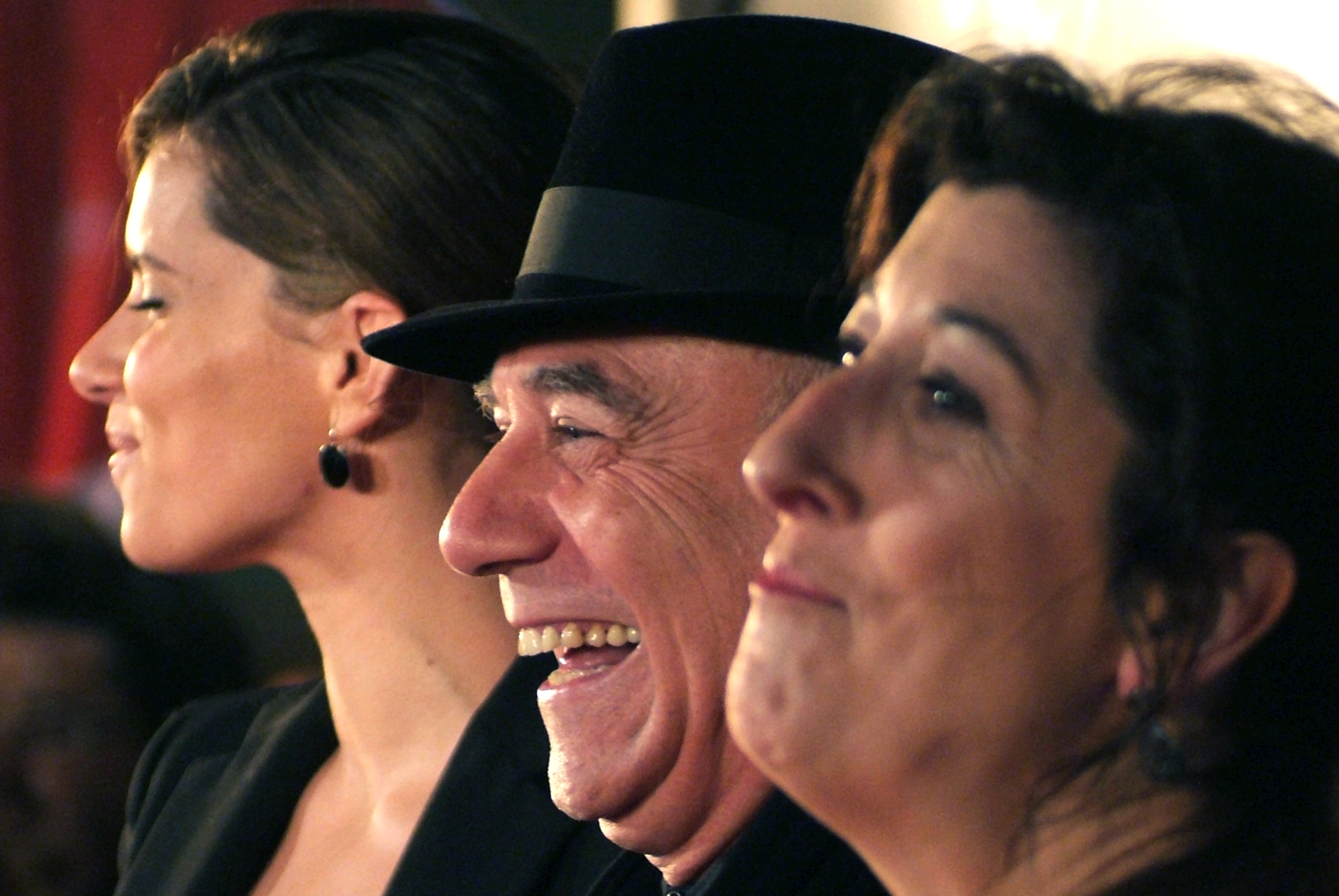
Mercè Martínez (a sinistra), Joan Massotkleiner (al centro) e Montserratt Alcoverro (a destra) nel 2011.

### Cinema
- Pont de Varsòvia, regia di Pere Portabella (1990)
- Caramboles, regia di Jesús Font (1992)
- Tríptico, regia di Carlos Atanes (1994)
- Transatlantis, regia di Christian Wagner (1995)
- No se puede tener todo, regia di Jesús Nicolás F. Garay (1997)
- Sobreviviré, regia di Alfonso Albacete e David Menkes (1999)
- Dones, regia di Judith Colell (2000)
- Nosotras, regia di Judith Colell (2000)
- Figli/Hijos, regia di Marco Bechis (2001)
- Buñuel e la tavola di re Salomone (Buñuel y la mesa del rey Salomón), regia di Carlos Saura (2001)
- Lola, vende ca, regia di Llorenç Soler (2002)
- Ilegal, regia di Ignacio Vilar (2003)
- Cachorro, regia di Miguel Albaladejo (2004)
- Vorvik, regia di José Antonio Vitoria (2005)
- Sin ti, regia di Raimon Masllorens (2006)
- Chuecatown, regia di Juan Flahn (2007)
- 11-11-11, regia di Darren Lynn Bousman (2011)
- Katmandú, un espejo en el cielo, regia di Icíar Bollaín (2011)
- Antonio cumple 50, regia di Alejandro Mira (2015)
- Barcelona, noche de invierno, regia di Dani de la Orden (2015)
- El caso Ángelus, la fascinación de Dalí, regia di Joan Frank Charansonnet (2022)

### Televisione
- El bigote de Babel – serie TV (1987)
- A l'est del Besòs – serie TV (1988)
- V comme vengeance – serie TV, episodio Caramboles (1992)
- Stirb für mich, regia di Michael Gutmann – film TV (1995)
- Dones i homes, regia di Antoni Verdaguer – film TV (1995)
- Makinavaja – serie TV (1995-1996)
- Oh! Espanya – serie TV, episodio Andalucía (1996)
- Nova ficció – serie TV, episodio Més fort que la vida mateixa (1997)
- Versprich mir, dass es den Himmel gibt, regia di Martin Enlen – film TV (1999)
- Des del balcó – miniserie TV (2001)
- Només per tu, regia di Jordi Cadena – film TV (2001)
- Ana y los 7 – serie TV, episodio Así empezó todo (2002)
- Psico express – serie TV, episodio Vull deixar de fumar (2002)
- Joc de mentides, regia di Lluís Zayas – film TV (2003)
- La vida aquí, regia di Jesús Font (2003)
- Los Serrano – serie TV, episodio Yo confieso (2004)
- Geerbtes Glück, regia di Heidi Kranz – film TV (2004)
- Hospital Central – serie TV, episodio Héroes o personas (2004)
- Maigret - La trappola (Maigret)  – serie TV, episodio L'ombra cinese (2004)
- Le meilleur commerce du monde, regia di Bruno Gantillon – film TV (2005)
- El cor de la ciutat – serie TV, 33 episodi (2005-2009)
- Vida de familia, regia di Llorenç Soler – film TV (2007)
- Cuenta atrás – serie TV, episodio Instituto Bretón, 09:23 horas (2007)
- Secrets de Xangai – serie TV (2008)
- Doctor Mateo – serie TV, episodio De cómo Mateo siempre será Mateo (2009)
- Atrapats, regia di Miquel Puertas – film TV (2010)
- Don Quichote, regia di Sybille Tafel – film TV (2012)
- Concepción Arenal, la visitadora de cárceles, regia di Laura Mañá – film TV (2012)
- 39+1 – serie TV (2014)
- Polònia – serie TV (2014-2016)
- Sé quién eres – serie TV (2015)
- Una vita (Acacias 38) – soap opera, 1010 episodi (2015-2019)
- ByAnaMilán – serie TV (2020)
- Gli eredi della terra (Los herederos de la tierra) – serie TV, 1 episodio (2022)

### Cortometraggi
- Las puertas del mundo niño, regia di Marco Antonio Pani (2002)
- Basura, regia di Leandro Solari (2007)
- A perro flaco, regia di Laura Ferrés (2012)
- Morales, regia di Roger Villarroya (2013)
- Cientouno, regia di Sebastián Alfie (2020)

## Teatro
- Pigmalión dei George Bernard Shaw, diretto da J. Lluís Bozzo Cia e Dagoll Dagom (1997-1998)
- La venganza de Don Mendo di Pedro Muñoz Seca, diretto da Paco Mir (1999)
- Melosa fel de Ll. A. Baulenas, diretto da Manel Dueso (2000)
- El malentendido di Albert Camus, diretto da Antonio Simón (2000)
- Ferdinando di Anniballe Ruccello, diretto da Óscar Molina (2001)
- Novembre Vaca - Ciclos de lecturas dramatizadas (2001-2009)
  - Mira, allà es pon el sol di Sibylle Berg, diretto da Cristina Schmutz
  - Atra bilis di Laia Ripoll, diretto da Anna Silvestre
  - Cabaret Express di Elisa Lucinda, diretto da Esther Nadal
  - Un estiu amb les amigues di R. Victòria Gras, diretto da Imma Colomer
  - Què sóc jo per tu? di Àngels Aymer, diretto da Glòria Balanyà
  - Poemusa-1, diretto da Imma Colomer.
  - La sal di Eva Hibernia, diretto da Cristina Lügstenberg
  - The seer de Carmen Lloret, diretto da Ariadna Martí
- El sueño de Bambi de Christian Avilés, diretto da Anna Sarrablo (2009)
- La resclosa de Michel Azama, diretto da Robert Torres, presso il teatro Arenal (2010)
- Subterrànies, sobreviure entre bombes (2011-2014)
- La sal de Eva Hibernia, diretto da Cristina Lügstenmann (2012)
- MMM MedeaMaterialMedea de Heiner Müller, diretto da Robert Torres, presso il teatro Arenal (2013-2015)

## Programmi televisivi
- El club (2005-2007)
- En directe (2006)
- La nit del cor 2006 – speciale TV (2006)
- Tvist (2006-2008)
- La nit del cor 2007 – speciale TV (2007)
- Banda sonora (2007)
- A escena (2009-2011)
- Divendres (2010, 2013)
- Banda ampla (2011)
- Jo què sé! (2011)
- Premios Goya 32 edición – speciale TV (2018)

## Doppiatrici italiane
Nelle versioni in italiano dei suoi film e delle sue serie TV, Montserrat Alcoverro è stata doppiata da:
- Cristina Giolitti[14] in Una vita[15]

## Riconoscimenti
- Premio Napoli Cultural Classic

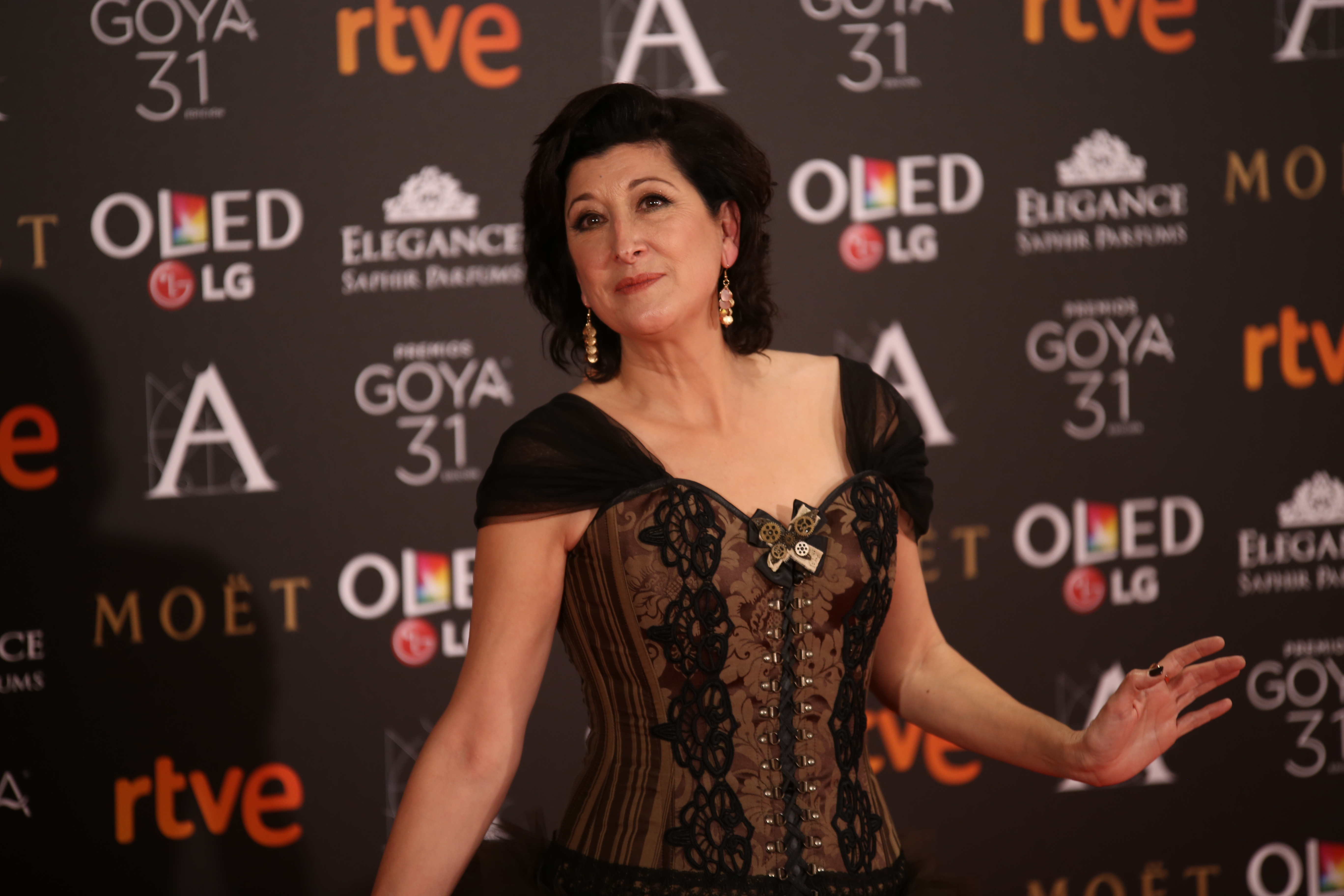
Montserrat Alcoverro ai Premi Goya 2017.

  - 2018: Vincitrice per il ruolo di Úrsula Dicenta nella soap opera Una vita (Acacias 38)[13]

- XVIII Gran Premio Corallo Città di Alghero, in Sardegna
  - 2018: Vincitrice per il ruolo di Úrsula Dicenta nella soap opera Una vita (Acacias 38)[13]

- XIX Gran Premio Corallo Città di Alghero, in Sardegna
  - 2019: Candidata come Madrina d'onore